# Кери Уилсън
Кeри Уилсън (на английски: Carey Wilson) е американски сценарист, озвучител и продуцент.

## Биография
Уилсън е роден през 1889 г. във Филаделфия, САЩ. Сред известните му сценарии са „Бен-Хур“ (1925 г.), „Бунтът на Баунти“ (1935 г.) и „Великото сърце“ (1938 г.). Сред заслугите му като продуцент известен е филмът „Улица Зеленият делфин“ (1947 г.). Той също така озвучава много филми за ядрени тестове, продуцирани от Комисията по атомна енергия – сега Министерство на енергетиката на САЩ – и от Министерството на отбраната на САЩ, включително тези за операция „Пясъчник“ (1948 г.) и операция „Оранжерия“ (1951 г.).
Уилсън е един от 36-имата основатели на Академията за филмово изкуство и наука през 1927 г.
За приноса си към киното Уилсън има звезда на Холивудската алея на славата, разположена на бул. Холивуд 6301.

## Избрана филмография
Сценарист/продуцент
- Женска работа (1920 г.)
- Купата на живота (1921 г.)
- Три седмици (1924 г.)
- Виното на младостта (1924 г.)
- Маскираната булка (1925 г.)
- Сродни души (1925 г.)
- Бен-Хур (1925 г.)
- Пробуждането (1928 г.)
- Джералдин (1929 г.)
- Болеро (1934 г.)
- Бунтът на Баунти (1935 г.)
- Шефът не каза "Добро утро" (1937 г.)
- Великото сърце (1938 г.)
- Нострадамус (1938 г.)
- Ще се отвори врата (1940 г.)
- Още за Нострадамус (1941 г.)
- Други предсказания на Нострадамус (1942 г.)
- Нострадамус IV (1944 г.)
- Странна съдба (1945 г.)

Продуцент
- Открадната булка (1927 г.)
- Пощальонът винаги звъни два пъти (1946 г.)
- Улица Зеленият делфин (1947 г.)
- Червеният Дунав (1950 г.)
- Скарамуш (1952 г.)